# Kiểm duyệt và phân loại phim
Hệ thống kiểm duyệt và phân loại phim điện ảnh có vai trò kiểm duyệt, chỉnh sửa và sắp xếp các phim điện ảnh sao cho phù hợp từng đối tượng khán giả dựa trên những yếu tố như nội dung, hình ảnh tình dục, khỏa thân, kinh dị, bạo lực, ngôn từ tục tĩu, sử dụng chất gây nghiện và một số nội dung gây tranh cãi khác như chính trị, tôn giáo, lịch sử...
Có nhiều mức phân loại phim tùy theo từng quốc gia. Mức cao nhất là "cấm trình chiếu" đối với những phim có nội dung, hình ảnh vi phạm pháp luật. Đối với những phim được trình chiếu, mức phân loại độ tuổi cao nhất thường là "cấm người xem dưới 18 tuổi" (vì 18 tuổi là độ tuổi trưởng thành theo pháp luật đa số các nước)

## Hoa Kỳ
Hiệp hội Điện ảnh Mỹ (MPA) là hiệp hội tại Hoa Kỳ đại diện cho năm hãng phim lớn của Hoa Kỳ, cũng như dịch vụ phát trực tuyến video Netflix. MPA cũng xếp hạng các đoạn trailer giới thiệu phim, quảng cáo trên báo in, áp phích và các phương tiện truyền thông khác được sử dụng để quảng bá phim. Hệ thống phân loại phim ảnh hiện hành của Mỹ do MPA tiến hành bao gồm:
| Biểu tượng phân loại | Nội dung phân loại |
| -------------------- | --- |
| G rating symbol      | G - General Audiences (5+)/ Có thể công chiếu rộng rãi Mọi người đều có thể xem. |
| PG rating symbol     | PG - Parental Guidance Suggested (9+)/ Cha mẹ nên có hướng dẫn cho con khi xem Một số hình ảnh có thể không thích hợp cho trẻ em. |
| PG-13 rating symbol  | PG-13 - Parents Strongly Cautioned (Parental Guidance Strongly Cautioned - 13 years and above) (13+)/ Các bậc cha mẹ đặc biệt chú ý Một số hình ảnh không thích hợp cho trẻ em dưới 13 tuổi. |
| R rating symbol      | R - Restricted (16 years and above) (16+)/ Phim có giới hạn người xem Không dành cho người từ 16 tuổi trở xuống mà không có cha mẹ hoặc người giám hộ đi cùng do có thể gây hoảng loạn hoặc ảnh hưởng xấu đến tư duy, đạo đức của trẻ em. Mức này ở nhiều nước khác (nhất là các nước châu Á) sẽ bị xếp ở hạng "cấm trẻ em dưới 18 tuổi", đồng thời phải cắt bớt một số hình ảnh, nội dung không phù hợp với văn hóa bản địa. Ví dụ như phim điện ảnh Chuyện ấy là chuyện nhỏ ở Mỹ được dán nhãn R, nhưng khi chiếu ở Singapore thì bị xếp ở mức "cấm trẻ em dưới 18 tuổi", đồng thời phải cắt bỏ hết các cảnh khỏa thân, lộ ngực hay văng tục do "không phù hợp với văn hóa của người Hoa, người Mã Lai và người Ấn" (3 dân tộc chính của Singapore). |
| NC-17 rating symbol  | NC-17 - No Children 17 or Under Admitted (17 years and above) (17+)/ Không dành cho trẻ em từ 17 tuổi trở xuống do có nhiều yếu tố gây ảnh hưởng xấu đến nhân cách, đạo đức, khuyến khích hành vi phạm tội. Các nhà sản xuất phim thường gây áp lực với MPAA để bỏ phân loại NC-17 bởi nó làm cho phim của họ bị thiệt hại nhiều (các nhà phân phối, bán lẻ ở Mỹ không muốn bán các DVDs loại NC-17 để tránh gây ác cảm cho phụ huynh; nhiều tờ báo uy tín từ chối điểm phim, quảng cáo các phim loại NC-17; trong khi nhiều nước thì cấm trình chiếu những phim mà Hoa Kỳ xếp loại ở mức NC-17. Mức này ở rất nhiều nước khác (ngoài Mỹ), đặc biệt ở châu Á thì sẽ bị xếp là phim cấm trình chiếu.                                                    |

Not Rated (): Khi một bộ phim lưu hành mà chưa được phân loại, nó sẽ phải mang nhãn NR (Not Rated/Chưa phân loại). "NR" không phải là một nhãn thuộc hệ thống phân loại của MPAA. Vì hệ thống phân loại của MPAA rất uy tín và người xem, người mua phim rất tin tưởng nên các bộ phim chưa phân loại theo hệ thống của MPAA, nhưng dự tính sẽ phân loại theo hệ thống này thường quảng cáo bằng câu: "This Film is Not Yet Rated" hoặc thường xuyên hơn cả là "Rating Pending" (đang phân loại).
Unrated (): là phim chưa được kiểm duyệt, chỉ phát hành ở dạng video-DVD home chứ không chiếu rạp vì phim chiếu rạp thì phải trải qua kiểm duyệt (rated).
Các phương tiện truyền thông khác, ví dụ như các chương trình truyền hình, video ca nhạc và trò chơi điện tử, được xếp hạng bởi các tổ chức khác, như Nguyên tắc dành cho phụ huynh về TV, RIAA và ESRB tương ứng.
Ngoài hệ thống phân loại phim của MPAA, Mỹ còn có hệ thống kiểm duyệt phim thuộc chính quyền ở các tiểu bang. Các hệ thống này có quyền yêu cầu chỉnh sửa phim phát hành trong phạm vi tiểu bang của mình.
Ngoài ra, trong một số trường hợp, các bộ phim đã bị cấm trình chiếu ở Mỹ do vi phạm pháp luật. Ví dụ như năm 2008, bộ phim "Hillary: The Movie", một bộ phim tài liệu chính trị về ứng cử viên tổng thống Hillary Clinton, đã bị cấm trình chiếu trong một thời gian bởi Ủy ban bầu cử liên bang do họ coi đây là một "sản phẩm truyền thông vận động bầu cử" của một ứng cử viên Tổng thống, điều này vi phạm Đạo luật vận động tranh cử năm 2002

## Hàn Quốc
Phân loại phim ở Hàn Quốc gồm các mức:

### Phim
| Những bộ phim mọi lứa tuổi đều xem được | Những bộ phim trên 12 tuổi có thể xem được | Ngững người từ 15 tuổi trở lên có thể xem phim | Phim không dành cho thanh thiếu niên | Phim cấm chiếu Yêu cầu một số hạn chế nhất định trong việc chiếu, quảng cáo và tuyên truyền |

- Phổ biến (전체 관람가) – Dành cho mọi lứa tuổi.
- 12 (12세 이상 관람가) – Thích hợp cho người từ 12 tuổi trở lên.
- 15 (15세 이상 관람가) – Thích hợp cho người từ 15 tuổi trở lên (áp dụng khi phim có nội dung tương đương với mức PG-13 của Hoa Kỳ).
- Giới hạn thiếu niên (청소년 관람불가) – Cấm trẻ em dưới 19 tuổi (áp dụng khi phim có nội dung tương đương với mức R của Hoa Kỳ, có thể đi kèm với việc chỉnh sửa, cắt bỏ một số nội dung, cảnh quay, lời thoại không phù hợp).
- Cấm trình chiếu (제한상영가) - Áp dụng với phim có nội dung khiêu dâm rõ ràng (lộ ra bộ phận sinh dục nam hoặc nữ) hoặc nội dung vi phạm quan điểm chính trị của Chính phủ Hàn Quốc (ví dụ như bộ phim The Interview năm 2014 đã bị cấm ở Hàn Quốc vì nó mô tả việc chỉ trích và ám sát nhà lãnh đạo Triều Tiên Kim Jong-un).

### Video
Sản phẩm video được luật định nghĩa là 'tác phẩm trong đó hình ảnh liên tục được chứa trong phương tiện kỹ thuật số hoặc thiết bị như băng hoặc đĩa, được tái tạo bằng thiết bị cơ, điện, điện tử hoặc truyền thông và được sản xuất sao cho có thể được xem hoặc nghe thấy'. Có 4 mức phân loại.
- Tất cả khán giả: Mọi người ở mọi lứa tuổi đều có thể xem video
- Đối tượng trên 12 tuổi: Những người trên 12 tuổi có thể xem video
- Khán giả trên 15 tuổi: Những người trên 15 tuổi có thể xem video
- Thanh thiếu niên không được phép xem: Theo Đạo luật bảo vệ vị thành niên, những người trên 19 tuổi có thể xem video (được coi là phương tiện có hại cho thanh thiếu niên theo Đạo luật bảo vệ vị thành niên)

### Truyền hình
Các chương trình được phát sóng từ tất cả các công ty phát sóng ở Hàn Quốc dựa trên xếp hạng sau do Ủy ban tiêu chuẩn truyền thông Hàn Quốc quy định theo Đạo luật phát sóng hiện hành và nhà điều hành kinh doanh phát sóng tự cân nhắc trước khi sản xuất vì lý do xếp hạng và phân loại (chủ đề, bạo lực, giật gân, ngôn ngữ sử dụng, nguy cơ trẻ nhỏ bắt chước). Đây cũng là một hệ thống bắt buộc.
- Xem đầy đủ Các chương trình có thể được xem bởi mọi người ở mọi lứa tuổi. Tất cả người xem cũng được thông báo rằng họ đều là người xem.
- Không phù hợp cho trẻ em dưới 7 tuổi: Các chương trình không thích hợp cho trẻ em dưới 7 tuổi xem.
- Không phù hợp cho trẻ em dưới 12 tuổi: Các chương trình không thích hợp cho trẻ em dưới 12 tuổi xem. Trẻ em dưới 12 tuổi thường được theo dõi với sự hướng dẫn của cha mẹ.
- Không phù hợp cho trẻ em dưới 15 tuổi. Các chương trình không thích hợp cho trẻ em dưới 15 tuổi xem. Nó có phần không phù hợp với thanh thiếu niên dưới 15 tuổi, vì vậy cần có sự hướng dẫn của cha mẹ.
- Dưới 19 tuổi không được xem: Đây là chương trình không phù hợp cho thanh thiếu niên dưới 19 tuổi xem. Nội dung người lớn có thể được phát sóng ở mức này, nhưng nếu vượt quá mức nhất định, Ủy ban Truyền thông Hàn Quốc sẽ cấm trình chiếu và xử phạt theo tiêu chuẩn thông báo công khai, nó không thể được phát sóng trong thời gian bảo vệ người xem.

Ngoài ra, do lịch sử từng bị Nhật Bản đô hộ nên người Hàn Quốc có tâm lý bài Nhật rất mạnh, và chính phủ Hàn Quốc kiểm duyệt rất khắt khe các bộ phim, video ca nhạc của Nhật Bản. Kiểm duyệt truyền thông Nhật Bản tại Hàn Quốc gồm các đạo luật do chính phủ Hàn Quốc tạo ra để ngăn chặn việc nhập khẩu và phân phối truyền thông từ Nhật Bản. Tính đến năm 2018, Hàn Quốc vẫn còn một số luật hạn chế phát sóng phim ảnh Nhật Bản. Phim truyền hình Nhật Bản và âm nhạc Nhật Bản vẫn bị cấm phát sóng trên truyền hình mặt đất tại Hàn Quốc. Năm 2014, bài hát tiếng Hàn Uh-ee của ban nhạc Hàn Quốc Crayon Pop bị KBS cấm phát sóng vì có từ tiếng Nhật pikapika trong lời bài hát. Năm 2018, nhóm nhạc nữ IZ*ONE có các bài hát tiếng Nhật đã không được phép phát sóng trên truyền hình mặt đất vì nội dung quá đậm tính Nhật Bản. Fuji News Network nhận xét "sự ghê tởm đối với văn hóa Nhật Bản (tại Hàn Quốc) vẫn còn rất mạnh mẽ".

## Vương quốc Liên hiệp Anh và Bắc Ireland
Mục 4 của Đạo luật video ghi hình năm 1984 yêu cầu các video được bán ở Anh phải được chứng nhận bởi một cơ quan có thẩm quyền và BBFC (Hội đồng phân loại phim của Anh) trở thành cơ quan Chính phủ được chỉ định vào năm 1985.
Các mức độ phân loại:
- U (Phổ biến) – Dành cho mọi lứa tuổi.
- PG – Trẻ em nên xem cùng cha mẹ.
- 12A (12 Đi kèm/Giám hộ) Trẻ em dưới 12 tuổi phải có người giám hộ đi kèm. Xếp hạng này chỉ dành cho phim chiếu rạp.
- 12 – Cấm trẻ em dưới 12 tuổi.
- 15 – Cấm trẻ em dưới 15 tuổi.
- 18 – Cấm trẻ em dưới 18 tuổi, áp dụng với phim tương đương mức R của Hoa Kỳ.
- R18 – Phim có nội dung khiêu dâm, cấm trẻ em dưới 18 tuổi, đồng thời chỉ được chiếu trong các cửa hàng bán băng đĩa khiêu dâm.
- Cấm trình chiếu (Banned)

Từ năm 1985 đến năm 2018, BBFC đã duy trì lệnh cấm với 39 bộ phim có những nội dung được xem là vi phạm pháp luật và đạo đức. Ngoài ra, BBFC đã yêu cầu chỉnh sửa, cắt bỏ với rất nhiều bộ phim khác. Ví dụ như năm 1999, bộ phim chiến tranh The Dam Busters (1955) đã bị kiểm duyệt, tất cả các cảnh phim gọi đến tên của một con chó là "Nigger" đã bị xóa (do "Nigger" là từ miệt thị người da đen). Hoặc bộ phim Black Friday (2004) chỉ được cấp phép phát hành tại Vương quốc Anh sau khi 17 giây cảnh chọi gà trong phim bị xóa, bởi luật pháp Anh không cho phép trình chiếu bất kỳ cảnh phim nào có nội dung ngược đãi động vật

## Ấn Độ
Tại Ấn Độ, mọi bộ phim chiếu rạp và phim truyền hình đều phải được kiểm duyệt bởi Ủy ban Chứng nhận Phim Trung ương (CBFC), cơ quan kiểm duyệt và phân loại theo luật định trực thuộc Bộ Thông tin và Phát thanh của Chính phủ Ấn Độ. Các bộ phim có nội dung, hình ảnh xâm phạm đạo đức truyền thống của Ấn Độ sẽ được cơ quan này yêu cầu chỉnh sửa, thậm chí là bị cấm trình chiếu. CBFC được coi là một trong những cơ quan kiểm duyệt mạnh mẽ nhất trên thế giới do cách thức hoạt động và thẩm quyền nghiêm ngặt của nó.

## Philippines
Phân loại phim ở Phillipines gồm các mức:
- G (Phổ biến) – Cho mọi người xem.
- PG (Cha mẹ cần chú ý) – Trẻ em dưới 13 tuổi cần có cha mẹ đi kèm khi xem phim.
- R-13 (Restricted-13) – Cấm trẻ em dưới 13 tuổi.
- R-16 (Restricted-16) – Cấm trẻ em dưới 16 tuổi (áp dụng khi phim có nội dung tương đương với mức R của Hoa Kỳ).
- R-18 (Restricted-18) – Cấm trẻ em dưới 18 tuổi (áp dụng khi phim có nội dung tương đương với mức NC-17 của Hoa Kỳ, có thể đi kèm với việc chỉnh sửa, cắt bỏ một số nội dung, cảnh quay, lời thoại không phù hợp).
- X - Lưu hành nội bộ, không được phép trình chiếu cho công chúng (áp dụng khi phim có nội dung tương đương với mức XXX của Hoa Kỳ).

## Hồng Kông
Phân loại phim ở Hồng Kông gồm các mức:
- (Phổ biến) – Cho mọi người xem.
- (Không phù hợp với trẻ em) – Trẻ em dưới 10 tuổi cần có cha mẹ đi kèm khi xem phim.
- (Không phù hợp với thiếu niên và trẻ em) – Trẻ em dưới 13 tuổi cần có cha mẹ đi kèm khi xem phim.
- (Chỉ dành cho người trên 18 tuổi) – Cấm trẻ em dưới 18 tuổi (áp dụng khi phim có nội dung tương đương với mức R của Hoa Kỳ, có thể đi kèm với việc chỉnh sửa, cắt bỏ một số nội dung, cảnh quay, lời thoại không phù hợp).

Trong 4 phân cấp, cấp I, IIA và IIB chỉ là một sự khuyến cáo và không đưa ra hình phạt. Riêng phim cấp III được quản lý chặt chẽ, người xem phim cũng như người bán vé sẽ bị xử lý theo pháp luật nếu cho phép người dưới 18 tuổi vào rạp. Các cửa hàng băng đĩa cũng sẽ bị phạt nếu bán phim cấp III cho người dưới 18 tuổi.

## Argentina
Viện Phim ảnh và Nghệ thuật Nghe nhìn (Instituto de Cine y Artes Audiovisuales, INCAA) thông qua Hội đồng Tư vấn Biểu diễn Điện ảnh (Comisión Asesora de Exhibición Cinematográfica) đã sử dụng hệ thống phân loại dưới đây:
- ATP: phù hợp với mọi độ tuổi, ATP viết tắt từ "Apta (para) Todo Público", có nghĩa là "cho tất cả công chúng
- 13: chỉ phù hợp với 13 tuổi trở lên
- 16: chỉ phù hợp với 16 tuổi trở lên
- 18: chỉ phù hợp với 18 tuổi trở lên
- C: chỉ phù hợp cho người từ 18 tuổi trở lên, chỉ được chiếu hạn chế tại các địa điểm được cấp phép đặc biệt.

## Úc
Phòng Phân loại Phim và Văn học (Office of Film and Literature Classification, OFLC) là tổ chức do chính phủ Úc tài trợ có vai trò phân loại tất cả các phim phát hành trước công chúng. Nay nó được đổi tên là Ủy ban Phân loại phim Úc (ACB), nó hoạt động theo Đạo luật Phân loại Liên bang năm 1995 và là cơ quan chuyên trách thực hiện kiểm duyệt phim trong nước Úc.
Ủy ban phân loại chủ yếu bao gồm các thành viên tự do. Trên nhãn của OFLC thường có dòng chữ "Informing your Choices" (Thông báo lựa chọn của bạn) và sẽ có những biểu tượng viền màu cho mỗi mức phân loại. Nó sẽ đi kèm những khuyến cáo cho người tiêu dùng như nhẹ, trung bình, mạnh hay mức độ cao các yếu tố ngôn ngữ thô tục, khỏa thân, tình dục, chủ đề... Các phim loại MA15+, R18+ và X18+ là sẽ bị giới hạn người xem theo pháp lý.
Loại E được sử dụng cho những phim không cần phải phân loại, như phim tài liệu giáo dục. Tuy nhiên những phim tài liệu hay hòa nhạc nếu mà vượt quá ngưỡng loại PG thì cũng sẽ được đưa ra để xếp loại. Những bậc phân loại là:
- E - Miễn phân loại. Những phim này không chứa những nội dung gây ra bất đồng (thường những nội dung này có thể xếp loại M hoặc cao hơn).
- G - Phổ biến. Dành cho phim loại nhẹ.
- PG - Khuyến cáo nên có hướng dẫn của cha mẹ. Dành cho phim loại nhẹ.
- M - Khuyến cáo chỉ nên cho khán giả trưởng thành. Dành cho phim loại trung bình. Trong mức này còn có một mức là MA15+
- MA 15+ - Không phù hợp với độ tuổi dưới 15. Những người dưới 15 chỉ được xem khi đi cùng cha mẹ hay người bảo hộ. Dành cho phim loại nặng (như phim chiến tranh, lịch sử, tội phạm...).
- R18+ - Hạn chế chỉ dành cho người trên 18 tuổi. Dành cho phim có nội dung nhạy cảm ở mức độ cao (sát nhân hàng loạt, khủng bố đẫm máu...).
- X18+ - Hạn chế chỉ dành cho người trên 18 tuổi. Mức phân loại này chỉ dành cho phim khiêu dâm (chỉ bán tại ACT và NT, nhưng cũng có thể được đưa tới các bang khác qua đường bưu điện).
- RC - Cấm trình chiếu. Những phim này bị cấm bán hay thuê ở Úc.

## Nhật Bản

### Trước đây
Từ năm 1976 đến ngày 1 tháng 5 năm 1998, có ba loại xếp hạng:
- General Audiences (一般指定 Ippan Shitei?) - Khách hàng quen thuộc ở mọi lứa tuổi được thừa nhận.
- Limited General Film (一般映画制限付 Ippan Eiga Seigen-tsuki?) - Người dưới 15 tuổi phải có cha mẹ hoặc người giám hộ đi cùng. Bộ phim Nhật Bản đầu tiên sử dụng đánh giá này là Ninkyo Gaiden: Genkai Nada (任侠外伝 玄界灘 Ninkyō Gaiden: Genkai Nada?, phát hành 29 tháng 5, 1976) và bộ phim không phải của Nhật Bản đầu tiên sử dụng đánh giá này là Snuff (phát hành 19 tháng 7, 1976).
- Adult Audiences (成人指定 Seijin Shitei?) - Chỉ có người trưởng thành được phép xem.

### Hiện nay
Vào ngày 1 tháng 5 năm 1998, bốn hạng mục xếp hạng mới đã được giới thiệu: R15 và R18 là các danh mục bị hạn chế và không được phép bán vé, cho thuê, bán, triển lãm DVD hoặc phát hành hình ảnh chuyển động cho một người chưa đủ tuổi. Vi phạm như vậy là một hành vi phạm tội hình sự với mức xử phạt nghiêm ngặt.
| Biểu tượng | Mô tả |
| --- | --- |
| logo | G: General Audiences. Mọi lứa tuổi được cho phép. |
| logo | - PG12 (PG-12): Yêu cầu có cha mẹ xem cùng. Một số cảnh có thể không phù hợp với trẻ dưới 12 tuổi. Phụ huynh nên đi cùng trẻ trong suốt bộ phim. Xếp hạng R15 + và R18 + bị giới hạn độ tuổi bán vé. Tất cả các rạp chiếu phim đều được yêu cầu về mặt pháp lý là phải kiểm tra tuổi của tất cả khách hàng muốn xem phim được xếp hạng R15 + hoặc R18+. Cho phép những người chưa đủ tuổi vào xem những bộ phim như vậy được coi là một tội hình sự và có thể bị trừng phạt bằng tiền phạt/phạt tù. |
| logo | R15+ (R-15): Chỉ giới hạn cho thanh thiếu niên từ 15 tuổi trở lên. Trẻ em và thanh thiếu niên dưới 15 tuổi bị cấm xem phim. |
| logo | R18+ (R-18): Chỉ giới hạn cho người lớn từ 18 tuổi trở lên. Trẻ em và thanh thiếu niên dưới 18 tuổi bị cấm xem phim. |
| Banned: Cấm trình chiếu. Ví dụ như 1 tập phim hoạt hình Gia đình Simpson là "Thirty Minutes Over Tokyo (1999)" đã bị cấm chiếu ở Nhật vì có những chi tiết châm biếm đất nước Nhật Bản. | |

## Brazil
Ghi chú: Ngoài ra còn có các mô tả hoạt động của các yếu tố làm suy giảm và tăng nặng, chẳng hạn như bố cục cảnh, mức độ liên quan, tần suất, động lực, trong số những người khác, có thể can thiệp vào xếp hạng cuối cùng.
| Biểu tượng | Mô tả |
| ---------- | --- |
|            | Livre (General Audiences/Mọi lứa tuổi): Xếp hạng này áp dụng cho các tác phẩm chứa nội dung chủ yếu là tích cực và không mang các yếu tố không phù hợp với độ tuổi cao hơn 10, chẳng hạn như các tác phẩm được liệt kê dưới đây: Violence/Bạo lực: Bạo lực tưởng tượng; trưng bày vũ khí không có bạo lực; tử vong không có bạo lực; xương và bộ xương không có bạo lực. Sex and Nudity/Khoả thân hoặc khêu gợi: Không có cảnh khoả thân hoặc khiêu dâm. Drugs/Chất kích thích: Không có cảnh sử dụng hoặc gợi ý sử dụng chất kích thích. |
|            | Não recomendado para menores de dez anos (không đề xuất cho khán giả dưới 10 tuổi): Các nội dung sau được chấp nhận cho độ tuổi này: Violence/Bạo lực: Hiển thị vũ khí với bạo lực; sợ hãi / căng thẳng; phiền muộn; xương và bộ xương có dấu hiệu của hành vi bạo lực; hành vi phạm tội không có bạo lực; ngôn ngữ xúc phạm. Sex and Nudity/Khêu gợi hoặc khỏa thân và sex: Chỉ cho phép với nội dung giáo dục giới tính. Chất kích thích: Tài liệu tham khảo về việc sử dụng thuốc hợp pháp; có những thảo luận về vấn đề "buôn bán ma túy"; sử dụng thuốc bất hợp pháp. |
|            | Não recomendado para menores de doze anos (Không được đề xuất cho trẻ vị thành niên dưới mười hai tuổi): Các nội dung sau được chấp nhận cho độ tuổi này: Violence: Hành vi bạo lực; chấn thương cơ thể; tài liệu tham khảo bạo lực; nhìn thấy máu; nỗi đau của nạn nhân; cái chết tự nhiên hoặc vô tình với bạo lực; hành động bạo lực chống lại động vật; tiếp xúc với nguy hiểm; cho mọi người thấy trong tình huống lúng túng hoặc xuống cấp; xâm lược bằng lời nói; tục tĩu; bắt nạt; xác chết; quây rối tình dục; đánh giá cao vẻ đẹp hình thể; đánh giá quá mức tiêu thụ. Sex and Nudity: Có ảnh khoả thân, tình dục ở mức nhẹ; mơn trớn tình dục; ngôn ngữ thô tục; tài liệu về tình dục; mô phỏng tình dục; gợi tình. Drugs: Sử dụng thuốc hợp pháp; gây ra việc sử dụng thuốc hợp pháp; lạm dụng thuốc; cảnh sử dụng ma túy bất hợp pháp. |
|            | Não recomendado para menores de catorze anos (Không được đề xuất cho trẻ vị thành niên dưới mười bốn tuổi): Các nội dung sau được chấp nhận cho độ tuổi này: Violence: Cái chết cố ý; kỳ thị xã hội / định kiến. Sex and Nudity: Ảnh khỏa thân đã được kiểm duyệt để che các bộ phận nhạy cảm; ngôn ngữ thô thiển; quan hệ tình dục không rõ ràng; mại dâm. Drugs: Đề nghị sử dụng thuốc bất hợp pháp; cảnh sử dụng hoặc buôn bán ma túy bất hợp pháp; thảo luận về "bình thường hóa các loại thuốc bất hợp pháp". |
|            | Não recomendado para menores de dezesseis anos (Không được đề xuất cho trẻ vị thành niên dưới mười sáu tuổi): Các nội dung sau được chấp nhận cho độ tuổi này: Violence: Hiếp dâm; khai thác tình dục; cưỡng ép tình dục; tra tấn; cắt xén; tự sát; bạo lực vô cớ / bình thường hóa bạo lực; phá thai, tử hình, trợ tử. Sex and Nudity: Nhiều cảnh khoả thân, quan hệ tình dục khá rõ ràng. Drugs: Sản xuất hoặc buôn bán bất kỳ loại thuốc bất hợp pháp nào; sử dụng ma túy bất hợp pháp; xúi giục sử dụng ma túy bất hợp pháp. |
|            | Não recomendado para menores de dezoito anos (Không được đề xuất cho trẻ vị thành niên dưới mười tám tuổi): Các nội dung sau được chấp nhận cho độ tuổi này: Violence: Bạo lực tác động cao; tôn vinh, tôn vinh và/hoặc ca ngợi bạo lực; độc ác; tội phạm; ấu dâm. Sex and Nudity: Quan hệ tình dục rõ ràng; tác động tình dục phức tạp/mạnh mẽ (loạn luân, tình dục nhóm, tôn sùng bạo lực và quan hệ tập thể). Drugs: Ca ngợi việc sử dụng thuốc bất hợp pháp. |

Mức cao nhất là cấm trình chiếu. Vào ngày 9 tháng 8 năm 2011, Cơ quan Tư pháp Liên bang đã ra lệnh cấm trình chiếu "A Serbian Film", một bộ phim kinh dị năm 2010 của Serbia, vì bộ phim này có những cảnh bạo lực quá mức, và những chi tiết "xúc phạm chính phủ Brazil" (ngoài ra phim này cũng bị cấm chiếu ở Tây Ban Nha, Đức, Australia, New Zealand, Malaysia, Singapore và Na Uy, hàng chục nước khác thì chỉ cho phép chiếu sau khi đã cắt bỏ nhiều cảnh phim)

## Trung Quốc
Nội dung bộ phim phải được 37 thành viên của Hội đồng duyệt phim quốc gia thông qua. Họ gồm các quan chức, viện sĩ, biên tập tạp chí điện ảnh và đạo diễn, cùng ngồi lại xem xét các chi tiết hình ảnh, lời thoại liên quan đến tình dục, bạo lực và yếu tố chính trị của bộ phim. Phim điện ảnh muốn phát hành ở thị trường điện ảnh Trung Quốc đều phải trải qua khâu kiểm duyệt rất khắt khe, từ quy định hạn chế số lượng phim nước ngoài tối đa được thông qua trong một năm (không quá 34 phim chiếu rạp/năm), cho tới kiểm soát chặt chẽ nội dung.

## Việt Nam

### Trước đây
- Hệ thống phân loại phim cũ (2007-2017)

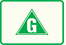
Đại chúng
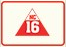
Cấm trẻ em dưới 16 tuổi

- Tất cả những phim được trình chiếu tại các rạp chiếu phim ở Việt Nam phải được kiểm duyệt, sau đó được cấp giấy phép phát hành và phạm vi phổ biến phim bởi Cục Điện ảnh thuộc Bộ Văn hóa, Thể thao và Du lịch Việt Nam. Do đó, một số cảnh quay có thể được yêu cầu phải cắt bỏ bởi Cục Điện ảnh để phù hợp với văn hóa, pháp luật của Việt Nam trước khi lưu hành. Tuy nhiên, không ngoại trừ một số phim sẽ không được cấp phép phát hành tại Việt Nam vì có quá nhiều nội dung vi phạm, không thể sửa chữa được.
- G: Phim dán mác G là phim thích hợp cho mọi độ tuổi, được cấp giấy phép phát hành và phạm vi phổ biến phim bởi Cục Điện ảnh thuộc Bộ Văn Hóa, Thể thao và Du lịch Việt Nam.
- NC16: Còn gọi là phim "16+". Phim dán mác NC16 là những bộ phim không dành cho khán giả dưới 16 tuổi vì chủ đề và một số cảnh trong phim không thích hợp. Người xem có thể bị yêu cầu xác minh tuổi khi mua vé xem phim có mác NC16.

### Hiện nay
Đầu năm 2017, Cục Điện ảnh thuộc Bộ Văn Hóa, Thể thao và Du lịch đã xây dựng hệ thống phân loại phim mới với các quy định chi tiết hơn, gồm 4 cấp:

P - Phổ biến
C13 (nay là T13) - Cấm khán giả dưới 13 tuổi
C16 (nay là T16) - Cấm khán giả dưới 16 tuổi
C18 (nay là T18) - Cấm khán giả dưới 18 tuổi

- "P - Thích hợp cho mọi độ tuổi",
- "K - Được phổ biến người xem dưới 13 tuổi với điều kiện xem cùng cha mẹ hoặc người giám hộ",
- "T13 - cấm người dưới 13 tuổi",
- "T16 - cấm người dưới 16 tuổi",
- "T18 - cấm người dưới 18 tuổi"
- "C - Phim không được phép phổ biến.",

Mức cao nhất là cấm trình chiếu, áp dụng với những phim có quá nhiều nội dung, cảnh quay vi phạm pháp luật Việt Nam mà không thế sửa chữa được.
Ngoài ra, vào 5/2023, đã bổ sung 1 hệ thống phân loại phim mới có tên là "K", tức là phim được phổ biến đến người xem dưới 13 tuổi với điều kiện xem cùng cha mẹ hoặc người giám hộ.